# Вітковський Петро Вацлавович
Вітковський Петро Вацлавович (нар.5 вересня 1928 р., м. Полонне Хмельницька обл. — пом. 4 серпня 2007) — Заслужений будівельник України, Почесний дорожник, Почесний громадянин м. Полонне.

## Біографія
Народився 5 вересня 1928 p в Полонному. У 9 років залишився без батька, якого розстріляли в 1937 році. До війни встиг закінчити чотири класи. В 13 років став працювати в райспоживспілці на різних роботах. Після війни закінчив 7 класів і вступив до Миколаївського кораблебудівного технікуму[недоступне посилання з червня 2019]. По завершенню навчання отримав направлення в Москву, де працював на закладці фундаменту під університет Патріса Лумумби.
Потім на Далекому Сході будував порт Находка. Через 4 роки переїхав назад у Полонне. Будував житлові будинки, школи, цехи фарфорового заводу, Понінківського картонно-паперового комбінату, щебеневого заводу, районний Будинок культури. Трудився майстром, виконробом, головним інженером, начальником.
З 1966 року займався будівництвом і ремонтом доріг Полонщини . Перша асфальтована дорога була прокладена до Понінки і Буртина, перший місток — через річку Дружню. Далі були дороги до Лодзянівки, Котюржинець, Прислуча, Котелянки, Варварівки, Бражинець, Онацьковець, Кустовець, Білецького, Микулина, Шкарівки, Сасанівки, Новолабуня, Грицева, Яблунівки Шепетівського району.

## Відзнаки
За самовіддану працю Петро Вацлавович отримав звання Заслужений будівельник України. Він Почесний громадянин Полонного, Почесний дорожник, ветеран праці, неодноразово був занесений на районну Дошку пошани. На його честь названа вулиця в місті Полонному.